# Love & Friendship
Love & Friendship är en kostymkomedifilm från 2016 i regi av Whit Stillman. Filmen är baserad på Jane Austens roman Lady Susan, skriven omkring år 1794, men har lånat sitt namn från en annan av Austens tidiga verk Love and freindship. I huvudrollerna ses Kate Beckinsale, Chloë Sevigny, Xavier Samuel och Emma Greenwell.

## Handling
Lady Susan är nybliven änka, men möts av nya kavaljerer var hon än går. Hon trivs med uppvaktningen, hon är nämligen redan på jakt efter en ny passande make, men även en lämplig fästman åt sin dotter. Längs vägen skapar hon sensation och nyfikenhet kring sin färgstarka person och sätt att leva. 

## Rollista i urval
- Kate Beckinsale - Lady Susan Vernon
- Chloë Sevigny - Alicia Johnson
- Xavier Samuel - Reginald DeCourcy
- Stephen Fry - Mr. Johnson
- Emma Greenwell - Catherine Vernon
- Morfydd Clark - Frederica Vernon
- James Fleet - Sir Reginald DeCourcy
- Jemma Redgrave - Lady DeCourcy
- Tom Bennett - Sir James Martin
- Justin Edwards - Charles Vernon
- Jenn Murray - Lady Lucy Manwaring
- Lochlann O'Mearáin - Lord Manwaring
- Sophie Radermacher - Miss Maria Manwaring
- Kelly Campbell - Mrs Cross
- Conor MacNeill - den unge adjunkten